# 安哥拉尔
安哥拉尔（英文：Angolan angolar）是葡屬安哥拉在1928年至1958年期間發行的貨幣。
貨幣被細分為 100 centavos，或者 20 macutas

## 歷史
安哥拉尔在1928年推出，來取代埃斯庫多。當時的匯率是 1 安哥拉 = 1.25 埃斯庫多。然而匯率和葡萄牙士姑度保持面值。這表明早期安哥拉紙幣貶值，作為改革的一部分，而不是安哥拉尔貨幣實際上有一個新的、更高的價值。而硬幣均不接受改革；1958年，貨幣的名字被換回埃斯庫多，一段時間後開始重新流通。

## 流通中的貨幣

### 硬幣

部分舊安哥拉尔硬幣。

#### 1948年之前
- 1 分
- 2 分
- 5 分
- 10 分
- 20 分
- 50 分

#### 1948年
- 10 分
- 20 分
- 50 分

### 紙幣

#### 1926年
- 1 安哥拉尔
  - 正面：
  - 背面：
- 2½ 安哥拉尔
  - 正面：
  - 背面：
- 5 安哥拉尔
  - 正面：
  - 背面：
- 10 安哥拉尔
  - 正面：
  - 背面：

#### 1927年

安哥拉尔在1927年流通的紙幣系列。

- 20 安哥拉尔
  - 正面：
  - 背面：
- 50 安哥拉尔
  - 正面：
  - 背面：
- 100 安哥拉尔
  - 正面：
  - 背面：
- 500 安哥拉尔
  - 正面：
  - 背面：

#### 1944年

安哥拉尔在1944年流通的紙幣。

- 1,000 安哥拉尔
  - 正面：
  - 背面：

#### 1947年

安哥拉尔在1947年流通的紙幣系列。

- 5 安哥拉尔
  - 正面：
  - 背面：
- 10 安哥拉尔
  - 正面：
  - 背面：